# Digitaria costaricensis
Digitaria costaricensis är en gräsart som beskrevs av Richard Walter Pohl. Digitaria costaricensis ingår i släktet fingerhirser, och familjen gräs. Inga underarter finns listade i Catalogue of Life.